# Instrumentenfamilie
Von einer Instrumentenfamilie spricht man, wenn eine Art Musikinstrument in mehreren Größen beziehungsweise Lagen gebaut wird.

## Renaissance
In der Renaissance gab es zahlreiche Instrumentenfamilien, die jeweils vom Diskant (Sopranlage) in mehreren Zwischenstufen bis zum Bass oder sogar noch tiefer und teilweise auch in Lagen über der Sopranlage ausgebaut waren. Die einzelnen Lagen werden üblicherweise wie folgt bezeichnet:
- Sopranino
- Sopran oder Diskant
- Alt
- Tenor
- Bass
- Großbass

Für die höchste Lage gibt es keine einheitlichen Bezeichnungen. Eine entsprechende Blockflöte wird Garklein genannt. Die Bezeichnung der Lagen unterhalb der Großbassblockflöte ist ebenfalls uneinheitlich, man findet die Bezeichnungen Kontrabass, Subbass und Subkontrabass.
Instrumentenfamilien in der Renaissancezeit:
- Blasinstrumentenfamilien:
  - Blockflöten
  - Querflöten
  - Gemshörner
  - Schalmeien
  - Pommern
  - Rauschpfeifen
  - Schreierpfeifen
  - Krummhörner
  - Cornamusen
  - Kortholte
  - Sordune
  - Rankette
  - Dulziane
  - Zinken
  - Posaunen
- Streichinstrumentenfamilien:
  - Geigen
  - Gamben
  - Rebecs
  - Liren (mit Lira da Braccio und Lira da Gamba)

Michael Praetorius dokumentierte die Instrumentenfamilien der Renaissance in seinem Werk „Syntagma musicum“ (1619).
Nach der Renaissance starben die meisten Instrumentenfamilien aus. Aus den verbliebenen Familien wurden jeweils nur einzelne Vertreter in das Barockinstrumentarium übernommen.

## Gegenwart
Die Entwicklung der heutigen Instrumentenfamilien setzte im Barock, beginnend mit der Violinenfamilie, ein und war im Wesentlichen am Ende des 19. Jahrhunderts abgeschlossen. Heute werden folgende Instrumentenfamilien unterschieden, die unter anderem im Sinfonieorchester, im Blasorchester und in der Big Band verwendet und dort auch als Standardinstrumente bezeichnet werden:
- Familie der Violinen: Violine, Bratsche, Violoncello, Kontrabass (die Abstammung des Kontrabasses ist jedoch umstritten, er wird mitunter auch den Gamben zugeordnet)
- Familie der Oboen: Oboe, Englischhorn,
- Familie der Klarinetten: Klarinette, Es-Klarinette, Bassetthorn, Bassklarinette
- Familie der Saxophone: Subkontrabass-, Kontrabass-, Bass-, Bariton-, Tenor-, Alt-, Sopran- und Sopraninosaxophon
- Familie der Bügelhörner: Flügelhorn, Althorn, Tenorhorn/Baritonhorn/Euphonium, Tuba
- Bei den Posaunen ist die in „B“ gestimmte die Normalausführung als Tenorposaune. Ist sie mit einem oder sogar zwei Ventilen ausgestattet, wird sie oft als Bassposaune bezeichnet, obwohl die Grundrohrlänge ohne Ventil die gleiche ist wie bei der Tenorposaune. Die Es-Altposaune hingegen ist kürzer, die seltene B-Sopranposaune noch kürzer. Mitunter wird diese auch als Zugtrompete wegen der gleichen Tonlage und des ähnlichen Klangs bezeichnet.
- Die Trompete wird in sehr vielen verschiedenen Stimmlagen gefertigt. Die tiefste Ausführung als Basstrompete wird in der Orchesterpraxis von Posaunisten geblasen.
- Bei den Querflöten gibt es zwar auch Alt- und sogar Tenorinstrumente, doch sind diese nicht verbreitet genug, um als Instrumentenfamilie bekannt zu sein
- Familie der Fagotte: Fagott, Kontrafagott.

Die seltener verwendeten Instrumente einer Familie werden auch Nebeninstrumente genannt.
Das ebenfalls im 19. Jahrhundert als Familie gebaute Sarrusophon konnte sich nie durchsetzen.
Mit dem seit einigen Jahrzehnten zunehmenden Interesse an alter Musik werden wieder Renaissanceinstrumente in ganzen Familien (s. o. Renaissance) gebaut, wodurch diese Instrumentenfamilien neben den Instrumentenfamilien der heutigen Zeit wieder präsent sind.